# Claude VonStroke

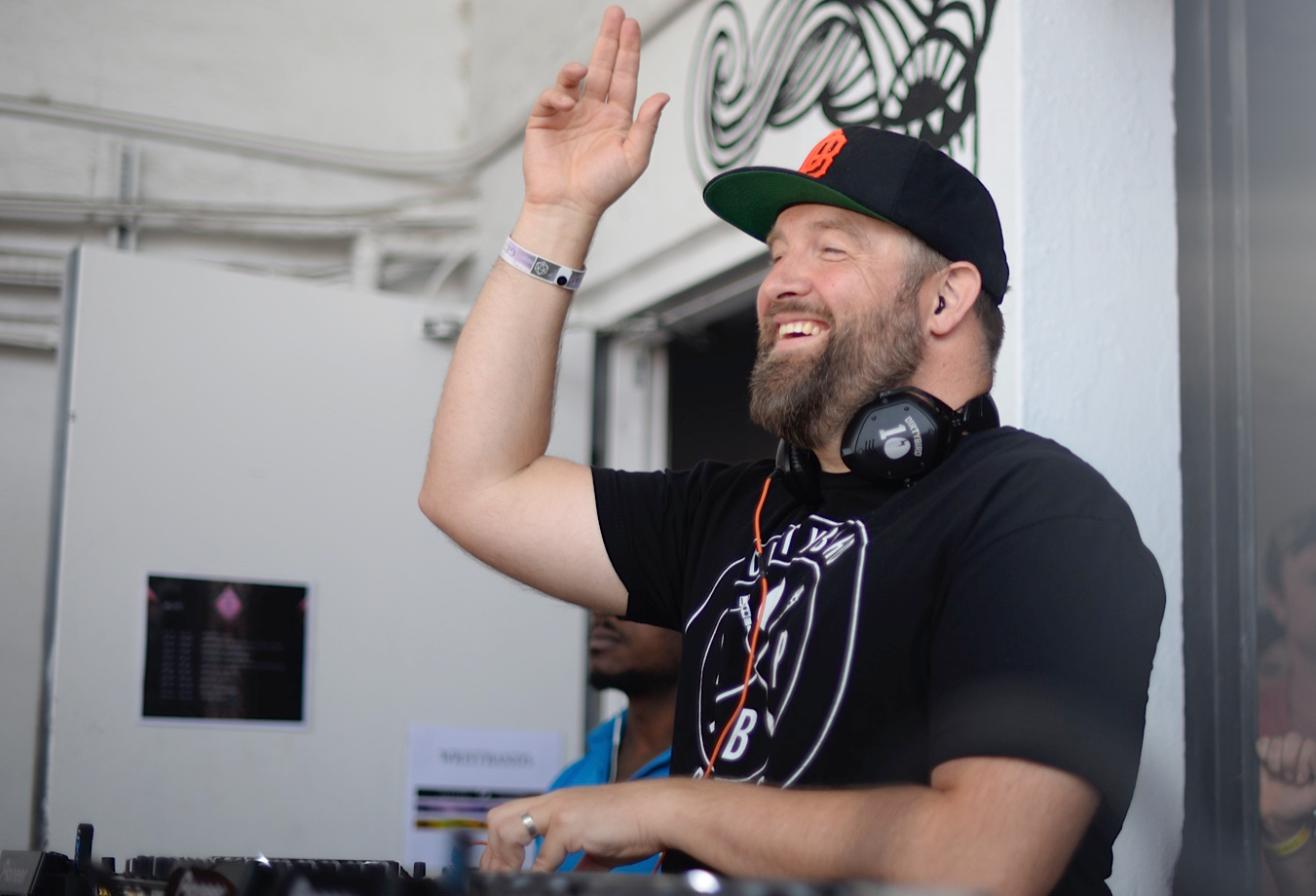
Claude VonStroke bei einem DJ-Auftritt (2015)

Claude VonStroke (* 7. Juli 1971 in Cleveland, Ohio als Barclay Macbride Crenshaw) ist ein US-amerikanischer Techno/House-Musiker und -DJ.

## Leben
Der 1971 geborene Barclay Macbride Crenshaw wuchs zunächst in seiner Geburtsstadt Cleveland und später in Detroit auf.
In den 1980er Jahren wandte er sich zunächst dem Hip-Hop zu. Er besuchte die University of Rochester und ging später nach Kalifornien, wo er zunächst in Los Angeles lebte und bei diversen Filmproduktionen als Location Manager und Produktionsassistent arbeitete.
Später zog er nach Detroit zurück, wo er über Freunde wie Marc Houle mit der elektronischen Musikszene in Kontakt kam. Von 2002 bis 2003 arbeitete er am Dokumentarfilm Intellect: Techno House Progressive, für den er mehr als 50 bekannte DJs interviewte, was ihm nebenbei auch einen sehr intimen Einblick in die DJ-Szene verschaffte. 2005 erschuf er sein Pseudonym Claude VonStroke und veröffentlichte erste Platten auf dem von ihm gegründeten Label Dirty Bird Records. Seine erste Single Deep Throat wurde ein internationaler Clubhit, der später auch von DJ Sneak und Sébastien Léger geremixt wurde. 2006 folgte die Single The Whistler/Who’s Afraid of Detroit?. Im gleichen Jahr erschien sein Debütalbum Beware Of The Bird.
2007 gründete VonStroke sein zweites Label Mothership Music. Das zweite Album Bird Brain, auf dem VonStroke unter anderem mit dem P-Funk-Bassisten Bootsy Collins zusammenarbeitete, erschien im Jahr 2009. Im gleichen Jahr mixte VonStroke ein Album der renommierten Serie Fabric Live (Nr. 49).
Als DJ trat er weltweit in Clubs und auf Festivals auf.
Er lebt und arbeitet in San Francisco.

## Diskografie (Auswahl)
Alben
- 2006: Beware Of The Bird (Dirtybird)
- 2009: Bird Brain (Dirtybird)
- 2011: Makeovers (Remix Compilation, Dirtybird)
- 2013: Urban Animal (Dirtybird)
- 2014: Urban Animal Rmxs (Dirtybird)
- 2020: Freaks and Beaks (Dirtybird)